# Avenida Francisco Ramírez
La Avenida Gral. Francisco Ramírez es la principal y más importante arteria de la ciudad de Paraná, Entre Ríos, Argentina.

## Descripción
La Avenida Gral. Francisco Ramírez (anteriormente denominada Bulevar Alsina) es la avenida más extensa que tiene la ciudad de Paraná. Se estima que su numeración llega al 9.000. Se extiende de norte a sur, nace en Bº Thompson y termina en el Arroyo Los Berros. En ella se encuentran lugares importantes como la Terminal de ómnibus y una parte de la Municipalidad de Paraná (La cual está dividida en dos partes una en las 5 esquinas y la otra frente a la Plaza Primero de Mayo).

## Cruces importantes
- Avenida Miguel Laurencena/Antonio Crespo (800)
- Fraternidad/Nogoyá (1200)
- Avenida Don Bosco (1600)
- Av. Alte. Guillermo Brown (2100)
- 5 Esquinas (2500/2600)
- Enrique Carbó/Dean J. Álvarez (2700)
- Salvador Maciá/Bv. Gdor. Racedo (3000)
- Luis Pasteur/Marcos Sastre (3300)
- Santos Domínguez (3400)
- Provincias Unidas/El Paracao (3900)
- Bernardo O'Higgins/Gral. José M. Sarobe (4400)
- Miguel David/Pablo Crausaz (4900)
- Avenida de las Américas (5300)
- Juan Báez/Avenida Jorge Newbery (5400)

## Transporte

### Líneas de colectivo
- 1: Desde Av. Laurencena hasta Bravard (IDA) y desde Du Gratty hasta Av. Laurencena (VUELTA)
- 2: desde Feliciano hasta Marcos Sastre (VUELTA)
- 3: Desde Colón hasta Toscanini (IDA)
- 4: Desde Av. Pascual Echagüe hasta Dean J. Álvarez (VUELTA)
- 5: Desde L. N. Além hasta Saraví (VUELTA)
- 7: Desde Uruguay hasta Av. Don Bosco (IDA) y desde Av. Don Bosco hasta 25 de Mayo (VUELTA)
- 8: Desde Santos Domínguez hasta Gualeguaychú (IDA) y desde Av. Pascual Echagüe hasta Santos Domínguez (VUELTA)
- 10: Desde Miguel David hasta A. Jauretche (IDA) y desde A. Peyret hasta Miguel David (VUELTA)
- 11: Desde Leandro N. Além hasta Saraví (IDA)
- 12: Desde Av. Don Bosco hasta La Paz (IDA)
- 15: Desde Av. de las Américas hasta La Paz (IDA) y desde Colón hasta Av. de las Américas (VUELTA)
- 16: Desde Salvador Maciá hasta Gualeguaychú, luego desde Colón hasta A. Toscanini (IDA) y desde Av. Pascual Echagüe hasta Marcos Sastre (VUELTA)
- 20: Desde Av. Don Bosco hasta La Paz (IDA) y desde Colón hasta Av. Don Bosco (VUELTA)
- 22E: Desde Av. Alte. Brown hasta La Paz (IDA) y desde Colón hasta Av. Alte. Brown (VUELTA)

### Trenes
La Línea Paraná-Colonia Avellaneda y viceversa, del tren urbano de la ciudad de Paraná, pasa por esta arteria a la altura del N° 3900.
(Entre las arterias El Paracao / Provincias Unidas y Gral. Sarobe / B. O'Higgins).